# Arales
Arales is een botanische naam in de rang van orde: de naam is gevormd vanuit de familienaam Araceae. Een orde onder deze naam wordt de laatste decennia vrij regelmatig erkend door systemen voor plantentaxonomie, maar niet door het APG-systeem (1998) en het APG II-systeem (2003).
Cronquist (1981) gebruikte deze naam voor een van de vier ordes in zijn onderklasse Arecidae. De samenstelling was deze:
- orde Arales
  - familie Araceae
  - familie Lemnaceae

Bij APG worden deze twee families samengevoegd tot de familie Araceae (al wordt het geslacht Acorus juist weer uit deze familie verwijderd) en geplaatst in de orde Alismatales.